# Réalville
Réalville é uma comuna francesa na região administrativa da Occitânia, no departamento de Tarn-et-Garonne. Estende-se por uma área de 25.09 km², e possui 1.894 habitantes, segundo o censo de 2018, com uma densidade de 75 hab/km².